# جيف بيرش
جيف بيرش (بالإنجليزية: Jeff Birch)‏ (21 أكتوبر 1927 بشفيلد في المملكة المتحدة - 1 يونيو 2005 بشفيلد في المملكة المتحدة) هو لاعب كرة قدم بريطاني في مركز الهجوم. لعب مع شيفيلد يونايتد ونادي يورك سيتي ونادي سكاربورو وسيلبي تاون ‏.

## وصلات خارجية
- جيف بيرش على موقع قاعدة بيانات كرة القدم.إي يو (الإنجليزية)